# Castell-Palau dels Boïl
El Castell-Palau dels Boïl, també conegut com a Castell de Bétera o Casa-Castell dels Boïl, es troba en el centre de la localitat del mateix nom, al Camp de Túria, País Valencià. L'accés es realitza per la plaça del Castell.
El castell defensiu, d'origen islàmic, protegia les alqueries musulmanes que poblaven els seus voltants. Es troba en acceptable estat de conservació. És propietat de l'Ajuntament de Bétera, i en ell es troben dependències com ara els Jutjats, la biblioteca municipal, el saló del plenari i altres dependències. Té la consideració de Bé d'Interès Cultural.

## Història
Encara que existeixen restes d'èpoques anteriors, l'origen de Bétera es troba a l'època musulmana. Bétera, juntament amb Paterna i Bofilla, es va rendir al Rei en Jaume a canvi que respectés la seva religió i els seus béns, quan aquest es trobava en el Puig preparant el setge a la ciutat de València en la primavera de l'any 1238: 
| « | ...venc-nos missatge un sarrai de Paterna, cobertament, ab cartes de tota l'aljama, que ens retrien la vila e el castell. E venc-nos altre de Bétera e de Bufila que es retrien aitambé. E nos dixem-los que iriem lla, e quan hi seríem que fossen aparellats de retre los dits castells, e que els observaríem llur llei e totes les costumes que havien en temps de sarraïns, e que els faríem gran bé. | » |

El rei Jaume I va donar el castell a l'Orde de Calatrava en 1237 en la persona de Fr. Lupo Martín, Comanador d'Alcanyís, formant-se una encomana a la qual es van agregar altres pobles. En 1329 va ser vinculada a la Baronia de Bétera. En 1364 Pere el Cerimoniós va ordenar enderrocar el castell i les muralles pel suport de la localitat a les tropes unionistes, encara que posteriorment tant el castell com les muralles van ser reconstruïdes. En l'any 1386, per un termini concret de temps, va ser cedida als Boïl, que van passar a ser propietaris en 1437, rebent la donació perpètua de tots els drets d'imperi i jurisdicció criminal, posseint després el domini útil i quedant el directe major per a l'Orde, com una encomana de la denominació de Bétera, dotada en certa quantitat que pagaven els posseïdors, en virtut de conveni especial. Finalment va passar a la família del Marquès de Dosaigües.
La seva importància estratègica la va convertir en escenari bèl·lic. Durant la Guerra de Successió va ser atacada per les tropes borbòniques del comte de les Torres. Va ser també escenari de l'atac de les forces del general francès Suchet a les d'O'Donnell durant la Guerra del Francès. Les bandes carlistas protagonitzarien igualment nombroses accions en aquest territori.
El 1888 el propietari del castell, el marquès de Dosaigües en Gener Maria del Roser Rabassa de Perelló Palafox, el va cedir a la Junta de Forests i Senyoriu Territorial de Bétera, amb la condició que fos destinat a usos socials, convertint-se per algun temps en col·legi, asil i durant el segle XX va ser habitat per religioses que mantenien una escola de pàrvuls sofrint nombroses reformes i perdent alguna de les seves estructures.
Finalment va ser donat en 1983 a l'Ajuntament, qui el va promoure a Monument Històric-Artístic i va iniciar les obres per a la seva rehabilitació i consolidació, amb la qual cosa l'edifici presenta avui un excel·lent aspecte, encara que es troba molt modificat a causa de les diverses reformes i transformacions que ha sofert al llarg de la història. Va ser restaurat entre 1984 i 1989, però sense respectar-se el seu aspecte original.

## Descripció
Es troba en el centre de la població, enfront d'una placeta en el nucli urbà més antic del poble, que és també el punt més elevat de la petita lloma on s'assenta, dominant visualment la mateixa. Originalment va ser una fortalesa islàmica, que va ser aprofitada pels conquistadors cristians. Desgraciadament, d'aquest edifici primitiu tot just resta no-res, atès que va ser emderrocat en 1364 per ordre de Pere II després de les Guerres de la Unió. Posteriorment, es va reedificar per complet.
La fortalesa és un cos únic de planta poligonal irregular, ja que s'adapta a la roca sobre la qual es cimenta. L'edifici original disposava de sis torres, de les quals només en queden quatre, unides per cossos residencials de diversos pisos, molts construïts en el segle XX i que han anat cobrint les estructures antigues, tancant així una superfície de 1.500 m² aproximadament. D'entre aquestes torres amb merlets destaca la de l'homenatge (denominada també del Rellotge perquè se'n va instal·lar un en 1897), el cos de la qual és lleugerament tronc-piramidal i s'alça fins als 25 metres d'altura.
La construcció principal la constituïx una torre rectangular (8 m per 6 m aproximadament) i d'una altura entorn dels 16 m. Molt pròxima a aquesta torre existeix altra més petita i en els extrems oposats, en els costats oest i nord, es troben altres dues torres, aquestes de forma semicircular en el seu interior. Totes elles es troben unides per mitjà d'una sèrie de construccions de diversos pisos que tanquen el recinte i que tenen en el seu interior un pati. En fotografies antigues s'aprecia l'existència d'una cinquena torre avui desapareguda.
En la porta principal se situa l'escut de la població. En ell es troben representades les barres de la Corona d'Aragó, la Creu de l'Orde de Calatrava, les armes dels Boïl, en el segon quarter, i les dels Perellós i Rocafull, en el tercer, i en el quart les del Marquesat de Dosaigües. L'escut va ser col·locat el 1984 quan l'edifici va ser rehabilitat per l'Ajuntament de Bétera. En l'interior de l'edifici es trobava el blasó dels Boïl, que es troba desaparegut.